# کوی لطف
کوی لطف، روستایی از توابع بخش مهردشت شهرستان نجف‌آباد در استان اصفهان ایران است.

## جمعیت
این روستا در دهستان اشن قرار دارد و براساس سرشماری مرکز آمار ایران در سال ۱۳۸۵، جمعیت آن ۱۴ نفر (۶خانوار) بوده‌است.